# Heavy metal traditionnel
Pour les articles homonymes, voir Heavy metal (homonymie).
Genres dérivés
Doom metal, glam metal, NWOBHM, power metal, speed metal, thrash metal
Genres associés
Hard rock
« Heavy metal traditionnel » (heavy metal classique, ou simplement heavy metal au sens restreint) est un terme informel utilisé pour désigner le style de heavy metal qui a précédé le développement de plusieurs sous-genres de metal, c'est-à-dire le heavy metal en tant que tendance esthétique des années 1970 et 1980. Ce style est communément appelé « heavy metal » dans la pratique, mais on utilise parfois « heavy metal traditionnel » afin d'éviter les confusions avec les autres sens possibles du terme. Celui-ci désigne donc les groupes qui ont développé une esthétique plus incisive par rapport au hard rock originel, en s’éloignant du blues et en puisant aussi dans le punk. C'est le style qui est à l'origine de toutes les formes de métal apparues par la suite.
Les pionniers du genre sont indéniablement Black Sabbath, et Judas Priest. Black Sabbath développa une nouvelle voie à partir des bases du hard rock d'origine, tandis que Judas Priest, selon le musicologue Robert Walser, passa la décennie à « parachever la définition du heavy metal ». L'esthétique incisive et plus radicale qui a émergé de leur musique, fut reprise et développée à la fin des années 1970 par les groupes de la New wave of British heavy metal et de divers autres groupes de heavy metal des années 1980. Historiquement, le terme « heavy metal » trouve sa source dans l'hymne Born to Be Wild du groupe de hard-rock canadien Steppenwolf (« I like smoke and lightning /Heavy metal thunder /Racin' with the wind »), écrit en 1967 en pleine époque de la contre-culture hippie.

## Étymologie

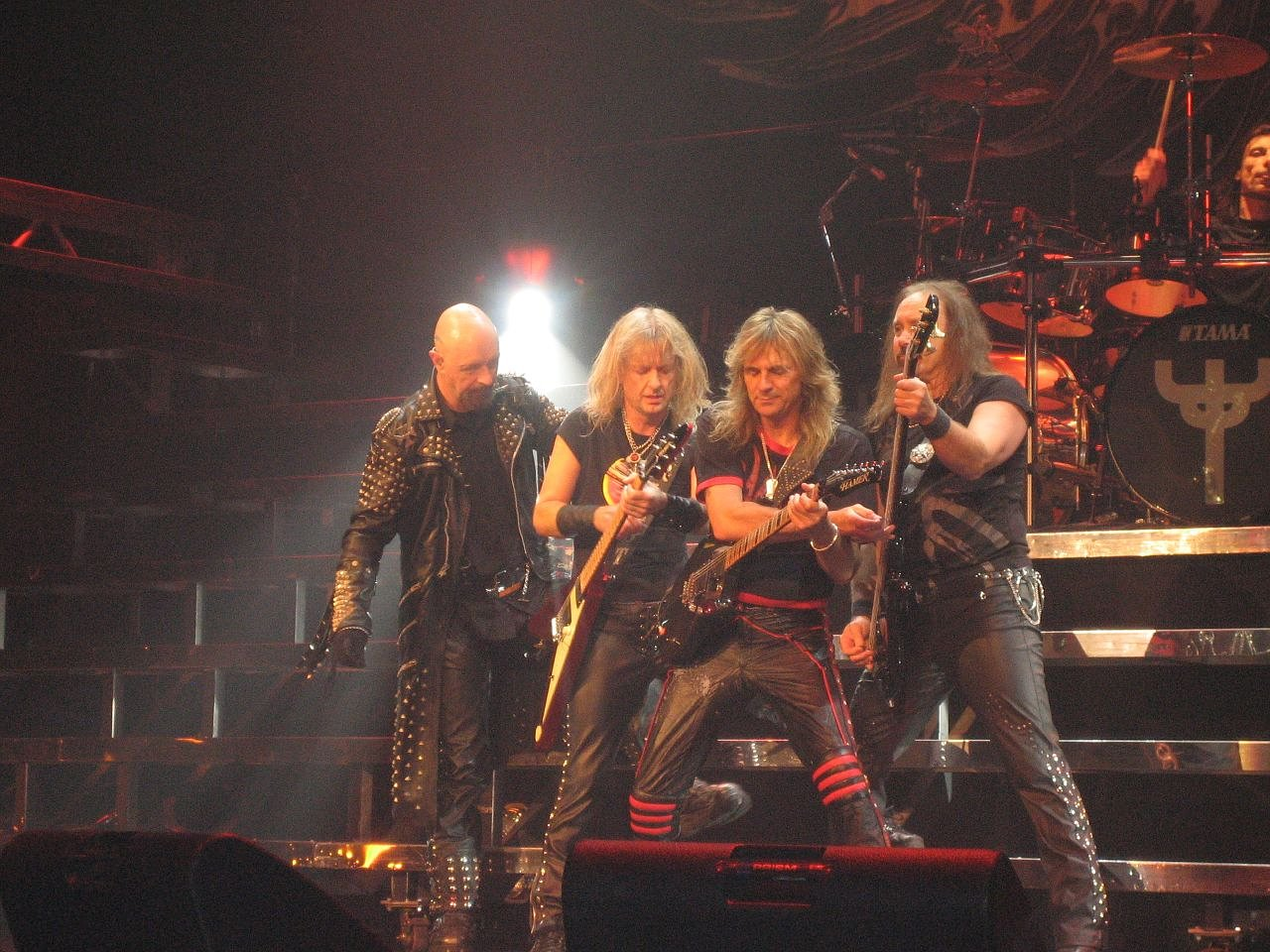
Le groupe Judas Priest, figure historique du genre, lors d'un concert en 2005.

Le terme de heavy metal peut avoir plusieurs sens selon le contexte dans lequel il est employé. À l'origine, il est utilisé comme un synonyme de hard rock. Cette équivalence reste encore très courante aux États-Unis tout particulièrement. Dans un second sens, le terme désigne la tendance esthétique qui, au cours des années 1970 et 1980, s’est démarquée du hard rock, en s’éloignant de ses racines blues. Ce genre a donné naissance au genre metal dans son ensemble. Dans un sens généralisé, le heavy metal, ou metal, désigne toutes les musiques qui descendent du heavy metal (sens second) et du hard rock.

## Histoire

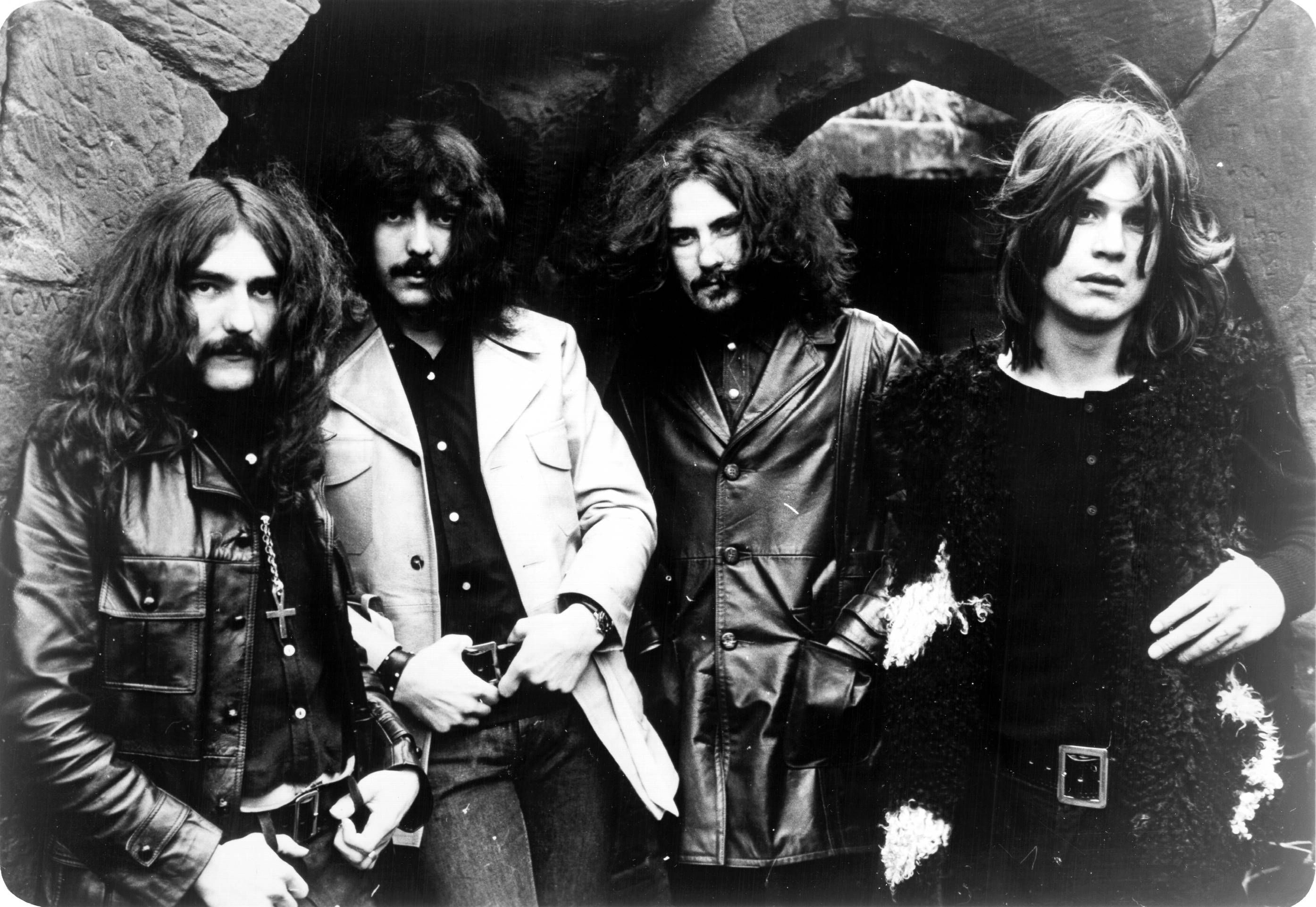
Geezer Butler, Tony Iommi, Bill Ward et Ozzy Osbourne de Black Sabbath.

### Années 1970: les prémices
Au début des années 1970, Black Sabbath se démarque des autres grands noms du hard rock britannique comme Led Zeppelin ou Deep Purple en proposant une musique plus lourde et sombre et une imagerie inspirée de l'occultisme et des films d'horreur. Cet aspect lourd de la musique de Black Sabbath provient également du fait que Tony Iommi, le guitariste du groupe, accorde son instrument un ton et demi en dessous de la normale pour diminuer la pression sur ses doigts partiellement sectionnés à la suite d'un accident, joue avec deux prothèses en plastique sur le majeur et l'annulaire et met beaucoup de distorsion et d'overdrive en effet de base pour cacher le tout. Dès leurs premiers albums, comme Black Sabbath, Paranoid (1970) ou Master of Reality (1971), le groupe pose les bases de ce qui deviendra le heavy metal.
Dans la deuxième moitié des années 1970, Judas Priest continue le chemin entamé avant lui par Black Sabbath en développant un rock de plus en plus agressif, vif et puissant, s'émancipant progressivement des aspects bluesy[Quoi ?] du hard rock (ou hard-rock) et notamment de l'usage prépondérant de la gamme pentatonique. Le groupe britannique joue un rôle majeur dans l'établissement des codes du heavy metal, notamment dans le développement du look biker[pas clair] (cuir, jean, bracelets et colliers à clous) inspiré de l'esthétique S & M[pas clair]. Les voix puissantes et aiguës dans la veine de celle de Rob Halford et l'utilisation de deux guitares solistes vont également devenir des caractéristiques reprises par quasiment tous les groupes de heavy metal des années 1980. L'introduction de deux guitares va rapidement s'imposer dans tous les sous-genres du metal alors que cette disposition instrumentale était encore assez rare chez les formations de hard rock des années 1970, même si des groupes comme Thin Lizzy ou Wishbone Ash avaient été précurseurs.
Dans les années 1970, le genre roi des musiques saturées reste malgré tout le hard rock et les références du genre comme Deep Purple, Led Zeppelin, Alice Cooper, Blue Öyster Cult, Aerosmith, Kiss, Queen, Scorpions, Rainbow ou Van Halen ont largement influencé les artistes de heavy metal traditionnel. Par exemple, les formations de hard rock des îles britanniques les plus en vue dans la seconde moitié des années 1970, Thin Lizzy et UFO en particulier, ont eu un impact considérable sur les groupes de la New wave of British heavy metal du début des années 1980.
À partir de 1977, le heavy metal a aussi été influencé par l'explosion du punk rock (Sex Pistols, The Clash, Ramones, etc.), notamment par son aspect rapide et brut, même si ses influences vont s'estomper avec le temps. On pouvait par exemple, au début de la carrière d'Iron Maiden et de Trust, retrouver beaucoup d’éléments punks (voire des éléments punk) dans leurs albums.
Un des groupes de heavy metal s'étant le plus inspiré du punk rock a été Motörhead (leur leader Lemmy Kilmister a même un temps dépanné The Damned à la basse), en proposant une musique véloce, brute et sauvage. Tout comme Black Sabbath et Judas Priest, Motörhead a profondément marqué et influencé le développement du heavy metal, notamment avec ses albums Overkill (1979) et Ace of Spades (1980).

### L'âge d'or des années 1980

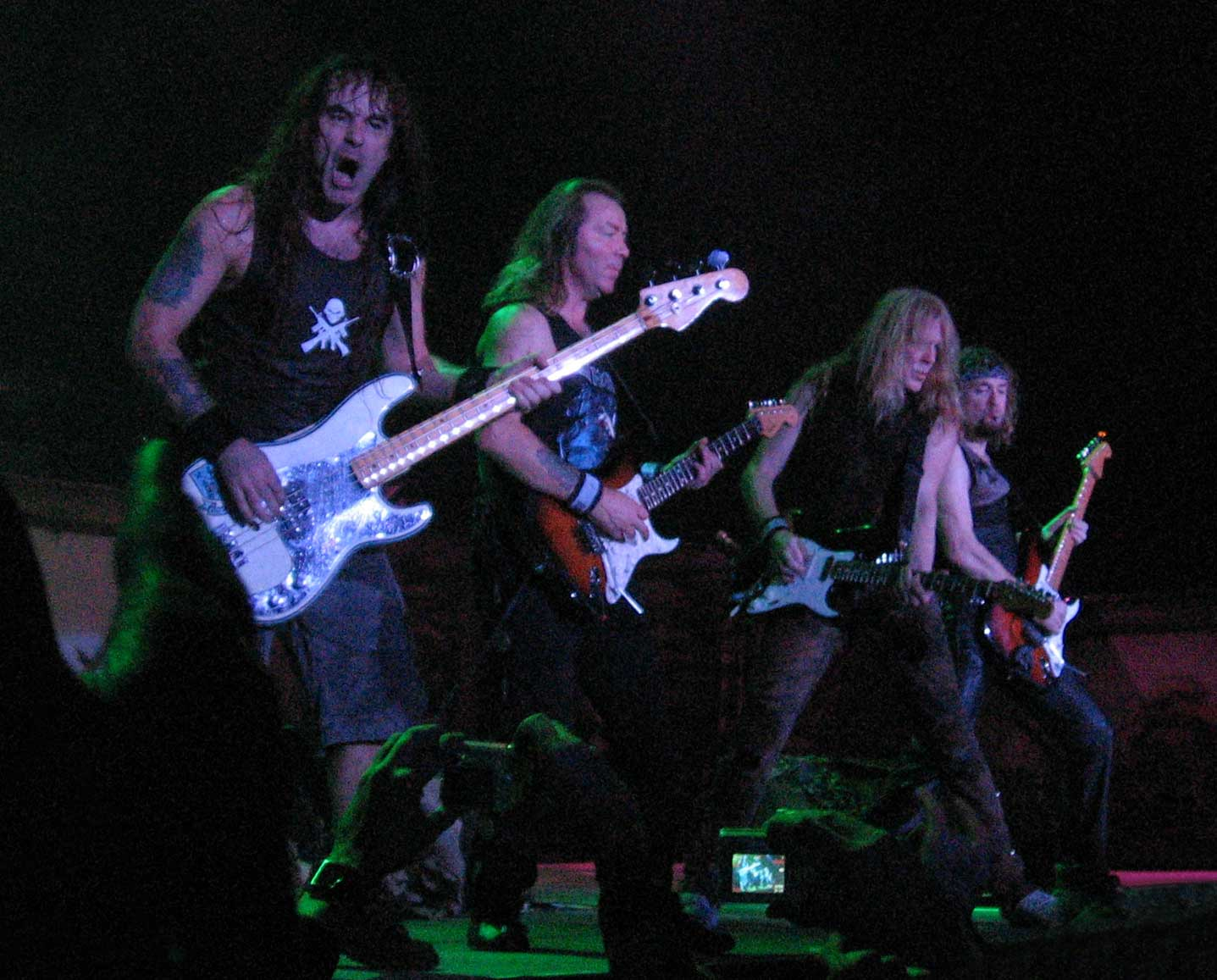
Iron Maiden, un pionnier de la NWOBHM.

À partir du début des années 1980, le heavy metal va définitivement s'émanciper du hard rock grâce à la New wave of British heavy metal. Les formations issues de cette vague vont développer une musique nouvelle combinant plusieurs aspects des grands courants du rock des années 1970 : la puissance du hard rock, la mélodicité du rock progressif et la rapidité du punk rock. Le leader de ce nouveau mouvement est Iron Maiden, qui marque les années 1980 avec de nombreux grands albums comme Iron Maiden (1980), The Number of the Beast (1982) ou Powerslave (1984), mais on peut également citer Saxon ainsi que de nombreux autres groupes à la carrière plus brève et au succès moindre comme Diamond Head, Girlschool, Tygers of Pan Tang, Angel Witch, Praying Mantis, Tokyo Blade, Satan, Grim Reaper...
Au cours des années 1980, Judas Priest se convertit lui-aussi à un heavy metal définitivement dégagé des restes de hard rock et marque la décennie avec ses albums British Steel (1980), Screaming for Vengeance (1982) ou Defenders of the Faith (1984).
Si la Grande-Bretagne est alors le bastion du heavy metal traditionnel, l'Europe continentale n'est pas en reste avec des groupes importants dans le développement du genre, en particulier Accept en Allemagne et Mercyful Fate au Danemark. 
Aux Etats-Unis, le heavy metal traditionnel est rapidement concurrencé par le glam metal (Mötley Crüe, Poison...) et le thrash metal (Metallica, Megadeth, Slayer, Anthrax...) qui connaissent un plus grand succès et relèguent le heavy metal traditionnel dans l'underground. Figure de proue du genre, Manowar est le seul groupe américain a connaître un succès important, bien qu'inférieur aux grands noms britanniques. Parmi les nombreux groupes américains restés dans l'ombre, on peut citer Manilla Road, Cirith Ungol, Armored Saint, Omen, Virgin Steel, Savatage... Le heavy metal underground américain va tout de même être important dans le développement du metal progressif, certains précurseurs venant de ce courant ou ayant été inspirés par lui, à l'instar de Fates Warning, Queensrÿche ou Dream Theater. 
Le heavy metal originel a influencé bon nombre de genres notamment le glam metal, le speed metal, le thrash metal et le power metal. Les groupes de heavy metal de l’époque n’étaient pas aussi agressifs que les groupes d'aujourd'hui et mettaient une emphase plus importante sur la mélodie que ces derniers. Ce type de metal, étant la forme originelle est souvent considéré comme la forme la plus pure du metal, que certains groupes comme Manowar appellent aussi « true metal ».
Encore de nos jours, des groupes comme Iron Maiden et Judas Priest continuent à enregistrer des albums qui connaissent un succès retentissant au niveau international.

## Caractéristiques
Le metal traditionnel se caractérise par des lignes de basses lourdes, des riffs à la texture[Quoi ?] dynamique et saccadée, un tempo moyen (mid-tempo) aux alentours de 100/120 bpm en moyenne, une généralisation des solos de guitares virtuoses, un chant souvent haut perché et des refrains entêtants aux allures d’hymnes. Le style se caractérise aussi, à la différence du hard rock, par une distanciation des racines blues et privilégie les atmosphères froides des harmonies modales mineures. Un des nouveaux concepts dans le heavy metal traditionnel et dans le hard rock, genre auquel il est très lié, fut d’introduire deux guitares. Cette disposition instrumentale fut reprise par tous les sous-genres du metal. Ce concept se développera au cours des années 1980 avec des groupes comme Judas Priest, Iron Maiden ou Accept qui feront du duel de guitares un élément emblématique de leur musique.

### Rythme et groove
En termes de rythmique, le heavy metal se caractérise par :
- Un groove spécifique s'appuyant fréquemment sur des phrases rythmiques en staccato (à travers un large emploi du palm mute). Des phrases rythmiques s'appuyant sur de courtes figures rythmiques égales binaires ou ternaires (le plus souvent en croche ou double croche)[9] en mesure 4⁄4 le plus souvent. En termes plus métaphoriques, cela veut dire que le metal se caractérise souvent dans son ensemble par des rythmiques dynamiques et saccadées, réalisées à partir de petites cellules rythmiques sèches juxtaposées les unes aux autres. Beaucoup de groupes reprennent ensuite cette trame de base en l'agrémentant de diverses variations à travers des ornements mélodiques ou des syncopes[10].
- Un usage récurrent de longues valeurs rythmiques (en ronde, voire s'étendant sur plusieurs mesures), dans les chansons à tempo lent : autrement dit, des accords oppressants qui résonnent longuement grâce à l'amplification.

### Accords
L'une des caractéristiques du heavy metal réside dans sa grande utilisation du power chord, et tout particulièrement des accords s'appuyant sur la relation fondamentale/quinte, qui sont de loin les plus utilisés de tous. On rencontre parfois d'autres types de power chords :
- fondamentale/tierce mineure ou fondamentale/tierce majeure
- fondamentale/sixte mineure (fréquents chez Judas Priest, Iron Maiden, Accept, etc.) ;
- fondamentale/quarte parfaite (Accept en fait un large usage) ;
- et aussi la quinte diminuée/quarte augmentée.

### Relations harmoniques typiques
Le heavy metal s'appuie par nature sur le riff, la base fondamentale du genre. Les riffs sont souvent construits autour d'un certain nombre de traits harmoniques particuliers.

#### Harmonies modales
Le heavy metal privilégie généralement les modes mineurs qui sont culturellement associés aux connotations plus sombres et plus tristes. Il fait un large emploi de progressions d'accords résultant d'harmonies modales.
« Le mode de La » (le mode dit « aéolien ») est tout particulièrement privilégié dans le heavy metal traditionnel. Des progressions typiques du mode de La sont : I-VI –VII, I VII-(VI), I-VI –IV- VII ou parfois I- V(mineur)-I. Comme exemples : Breaking the Law de Judas Priest (riff principal : I- VI-VII), Hallowed be thy Name d'Iron Maiden (riff principal et phrases de couplet : I- VI-VII), et Princess of the Dawn d'Accept (riff principal : I- VI-VII).
« Le mode de Mi » (le mode dit « phrygien ») est aussi largement utilisé dans le metal. Dans lequel les progressions harmoniques de type I-II(bémol)sont privilégiés. Comme exemples : Gypsy de Mercyful Fate (riff principal I-II-I-VI-V), Symphony of Destruction de Megadeth (riff principal s'articulant sur la succession II-I).
Le mode mineur harmonique peut aussi être parfois utilisé (souvent en référence au classique). Cette gamme est en effet la gamme mineure typique du classique. Certains guitaristes virtuoses comme Yngwie Malmsteen se sont faits les spécialistes de son emploi. Son utilisation reste toutefois relativement minoritaire en regard du mode de la, mi ou des relations harmoniques tendues.

#### Relations harmoniques tendues et intervalles dissonants
Un des traits harmoniques les plus fréquents dans les divers sous-genres du heavy metal est l'emploi de relations harmoniques tendues s'appuyant sur le chromatisme, le triton ou d'autres intervalles dissonants et diverses instabilités tonales, comme l'emprunt d'accords à des tonalités éloignées dans une même phrase.
Plusieurs musicologues et musiciens ont noté le rôle du triton dans le heavy metal, un intervalle dissonant résultant de l'adjonction d'une fondamentale à une quarte augmentée (exemple Do-Fa#). L'emploi de cet intervalle avait été exclu de la musique médiévale à cause de son caractère jugé peu mélodique dans le plain-chant. Les moines le baptisèrent d'ailleurs « Diabolus In Musica » (littéralement, « le diable dans la musique ») tant du fait de leur dédain à son égard que par association symbolique entre bon goût musical et morale chrétienne. En raison de cette association symbolique originelle, les sonorités de l'intervalle ont été, dans l'inconscient populaire, culturellement assimilées à quelque chose de diabolique. Aussi, de nos jours, l'emploi du triton tend souvent à connoter un sentiment « malsain » ou « maléfique », surtout quand sa dissonance est utilisée sans fonctionnalité tonale. Cet intervalle est tout particulièrement employé dans les solos et surtout dans les structures harmoniques mêmes, par exemple au début de la chanson Black Sabbath du groupe du même nom.

#### Pédale d'harmonie

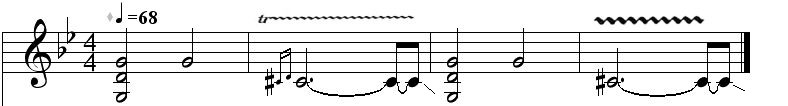
Le riff principal de la chanson Black Sabbath par Black Sabbath.

Le heavy metal fait aussi un large usage des pédales d'harmonie en tant que bases des riffs. Une pédale d'harmonie est une note qui est tenue, généralement dans le grave (souvent la tonique, c'est-à-dire la note la plus importante du passage) par-dessus laquelle se succèdent différents accords étrangers à cette note (c'est-à-dire dissonants). Les pédales créent souvent des effets de tension et d'attentes. Dans le heavy metal, les riffs sont souvent construits à partir d'accords ou de motifs évoluant autour d'une note grave continuellement répétée (une pédale), le plus fréquemment en corde à vide sur les cordes graves de Mi, La ou Ré à la guitare ou à la basse.
Un exemple les plus parlants et les plus représentatifs est celui du riff d'ouverture de "You've Got Another Thing Comin'" de Judas Priest. Dans ce cas de figure, une guitare joue la pédale en fa # grave en continu tandis que la seconde guitare fait résonner trois  power chords différents successifs (mi 5, si 5 et fa#5) par-dessus.

#### Différences entre hard-rock et heavy metal
En raison de ces traits particuliers, une distinction spécifique s'est lentement dessinée entre heavy metal et hard rock. Si les deux s'appuient sur la mise en avant des guitares et sur une structure à base de riffs, le heavy metal diffère tout particulièrement du hard rock dans le fait que les structures harmoniques et mélodiques du blues sont minimisées au profit de progressions modales ou des relations tonales plus instables (chromatisme, intervalles dissonants, progressions d'accord noyant l'orthodoxie tonale). Ainsi, les harmonies du heavy metal sont généralement plus froides et plus sombres que celles du hard rock.

## Artistes importants

### Groupes communément classés comme heavy metal
Les références ci-jointes attestent de la notabilité réelle de ces groupes au sein de la scène heavy metal. Elles incluent notamment : Accept, Armored Saint, Black Sabbath,, Diamond Head, Dio,, Girlschool, Grave Digger, Iron Maiden, Judas Priest, King Diamond,, Manowar, Mercyful Fate, Motörhead, Ozzy Osbourne, Queensrÿche,, Running Wild, Saxon, Tank, Trust, U.D.O., Venom, Warlock et Doro Pesch, W.A.S.P., et Yngwie Malmsteen.

### Autres groupes parfois classés comme heavy metal
Les groupes qui suivent sont habituellement classés dans le hard rock ou le glam metal, mais il arrive que certains auteurs les identifient à du heavy metal, soit à cause de l'ambiguïté des différents sens du terme « heavy metal », soit du fait de leur influence sur le genre. Ils incluent notamment : AC/DC,, Aerosmith, Alice Cooper,, Blue Cheer, Blue Öyster Cult, Budgie, Deep Purple, Def Leppard,, Guns N' Roses,,,,, Kiss, Led Zeppelin,, Mötley Crue, Twisted Sister, Queen, Quiet Riot, Rainbow, Scorpions, Van Halen, et Thin Lizzy.